# Ardachir Ier
Pour les articles homonymes, voir Ardachir et Ardachès.
Ardachir Ier, Ardashir, Ardéchir, Ardachêr, Ardachès, Artaxerxès ou Artaxerce Ier (en moyen perse : 𐭠𐭥𐭲𐭧𐭱𐭲𐭥 ; en grec ancien : Αρταξέρξης) est le fondateur de la dynastie perse des Sassanides qui domine le Moyen-Orient à l'est de l'Euphrate du IIIe au VIIe siècle. Ardachir règne de 224 à 241.

## Biographie

### Origine
Né dans un village proche d'Istakhr (près de Persépolis, dans le Fars), Ardachir est un fils cadet de Papak, roitelet de Khir, vassal du roi d'Istakhr, lui-même vassal du « grand-roi » parthe Artaban IV (dynastie des Arsacides), et d'une certaine Rôdak selon l'inscription de son fils Chapour Ier.
Nommé gouverneur de Darabgerd (Darab, Iran), Ardachir se lance vers 211-212 dans une série de guerres contre les roitelets voisins qu'il soumet ou remplace par ses propres hommes. Papak de son côté se révolte contre son suzerain le roi d'Istakhr, le tue et prend le contrôle du royaume. Papak meurt peu après et Ardachir se retrouve à la tête d'un puissant royaume en Perse, théoriquement vassal du roi des rois Artaban IV.
Poursuivant l'unification de la Perse (soumission de Kerman et d'Ispahan), il fonde sa nouvelle capitale royale à Gur (Firouzabad, Iran) et la nomme Ardachir-Khurreh (« la gloire d'Ardachir ») : ville parfaitement circulaire de 1 950 m de diamètre dont les vestiges sont toujours visibles.
Mis en demeure de rentrer dans le rang par le roi des rois Artaban IV, il dénonce son allégeance et répond par un défi. La rencontre entre les deux armées a lieu le 22 ou 28 avril 224 à Hormizdaghan (dans la région d'Ispahan ou plutôt dans l'Ahvaz, non loin de Suse). Secondé par son fils aîné Chapour Ier, Ardachir triomphe des Parthes et tue son ancien suzerain Artaban IV. La plus grande partie de l'aristocratie perse se rallie alors à sa cause.

### Roi des rois

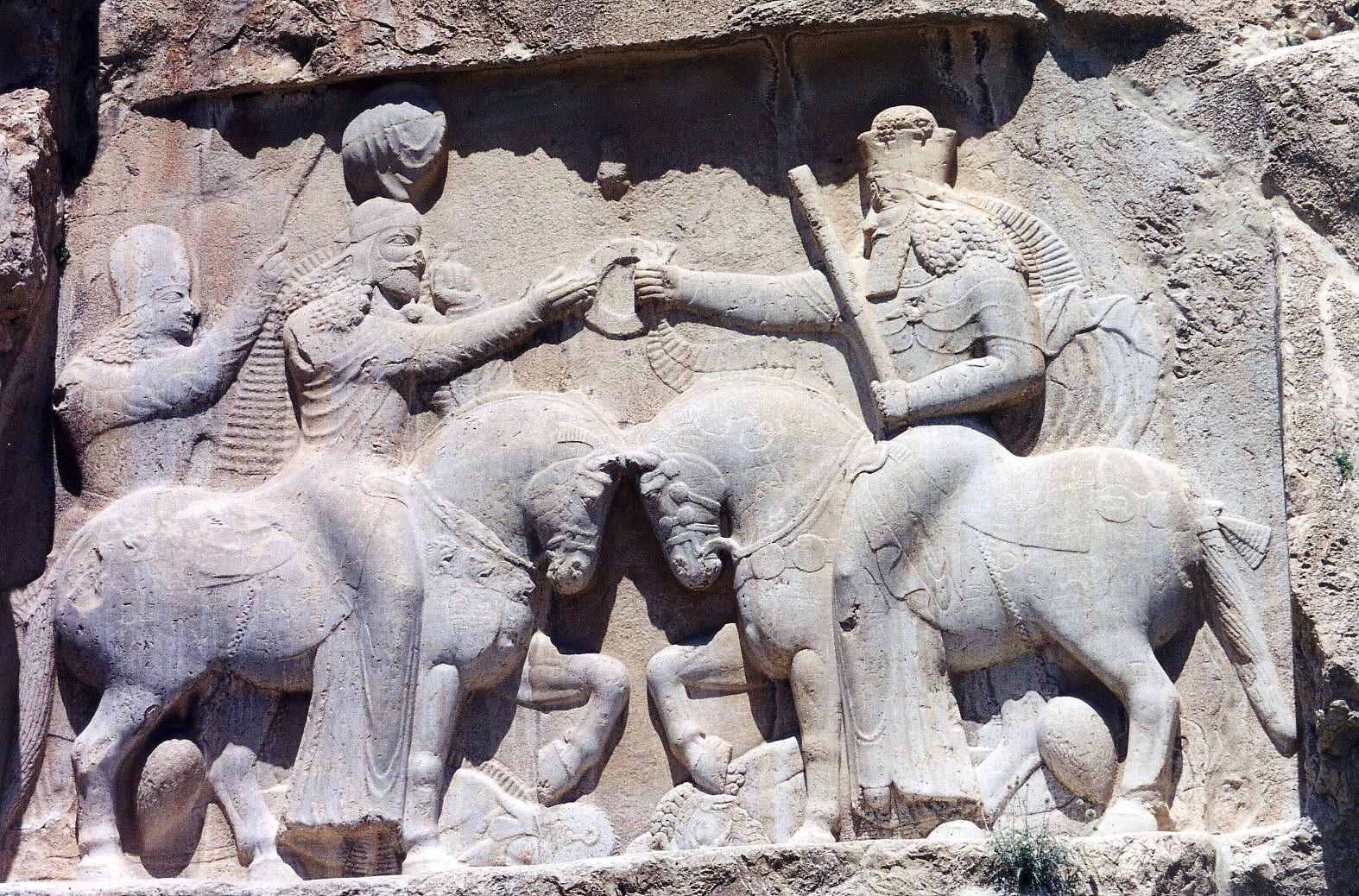
Investiture d'Ardachir par le dieu Ahura Mazda, à Naqsh-e Rostam.

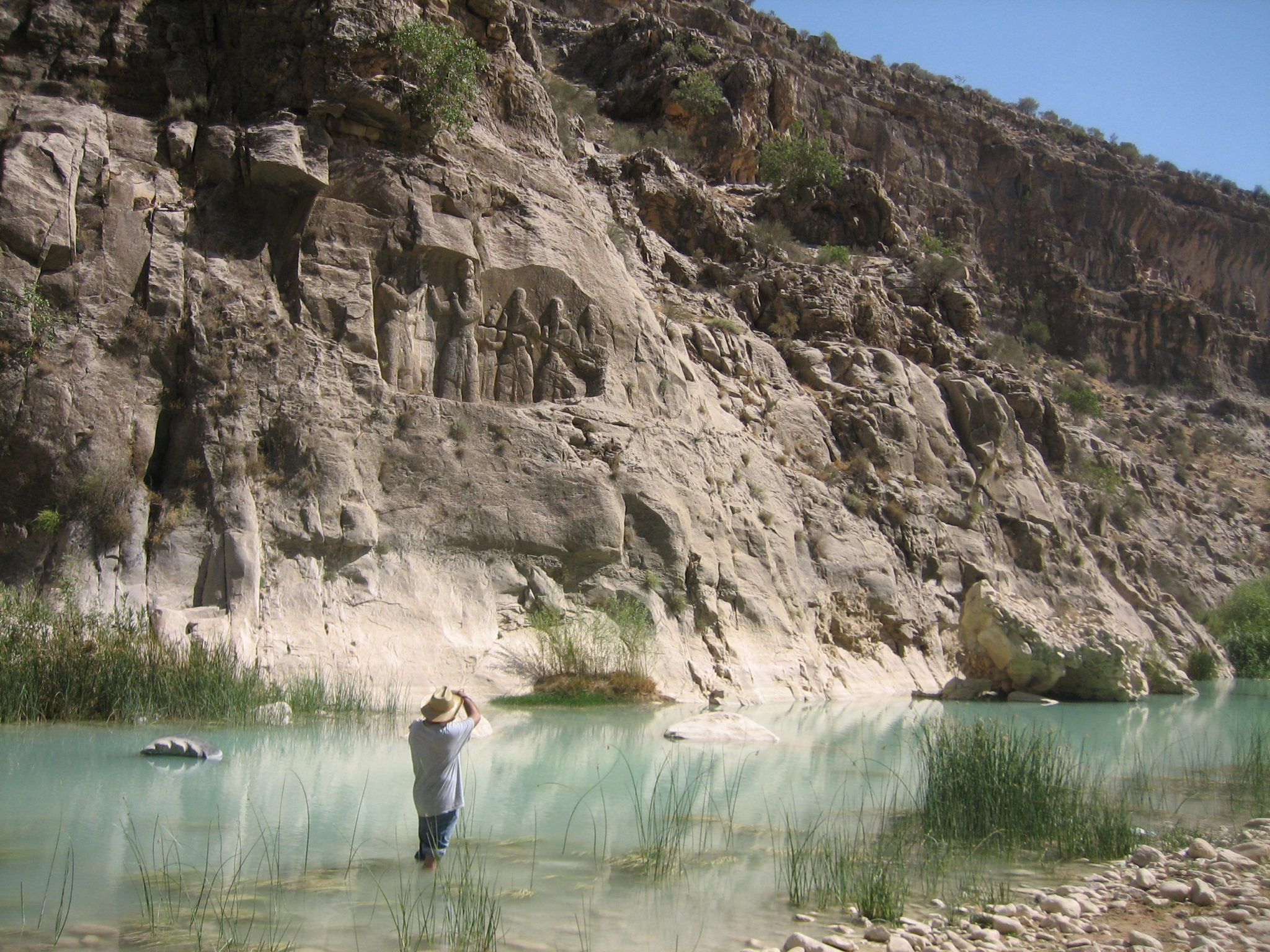
Le pétroglyphe d'Ardachir Ier, proche du Pont de Mihr-Narseh, représente Ardachir recevant les attributs royaux, manteau et armes.

En 226, il se fait couronner « Sāhān Sāh » (c'est-à-dire roi des rois) à Ctésiphon, capitale de l'empire (Salman Pak au sud de Bagdad, Irak), et prend alors le nom de DariArdachir (Darius-Ardachir) car il prétend restaurer l'ancien empire des Perses achéménides, renversé autrefois par Alexandre le Grand. Dans cette optique, il revendique tout le Proche-Orient jusqu'à la mer Égée, ce qui l'amène à entrer en conflit direct avec l'Empire romain et le royaume d'Arménie dont le roi Tiridate II d'Arménie, parent d'Artaban[Lequel ?], tente de rallier les vassaux restés fidèles à la dynastie arsacide.
Malgré une offre de compromis proposée par l'empereur romain Sévère Alexandre, Ardachir maintient ses prétentions et la guerre est inévitable. En 232 une grande expédition romaine, soutenue par l'Arménie, pénètre en Médie (région de Hamadan) et en Characène (au sud de l'actuel Irak), mais échoue à prendre Ctésiphon et à renverser le nouveau régime. Les Romains se retirent mais Ardachir, affaibli, renonce dès lors à revendiquer officiellement les provinces romaines d'Orient.
Il installe le siège de son pouvoir à Ctésiphon, et construit face à la cité voisine de Séleucie du Tigre, autrefois pillée par les Romains, la ville nouvelle de Veh-Ardashir (« le bienfait d'Ardachir »). Il consacre les dernières années de son règne à réformer profondément l'ancien empire des Arsacides, devenu l'Empire sassanide, dans le sens d'une plus grande centralisation. Le Grand Mobedh (mōbadhān mōbadh), chef du clergé mazdéiste, probablement nommé par le roi, le conseille dans tous les cas de religion. Le Grand Vizir dirige l'administration centrale. Le chef des Guerriers (Eran-Spahbadh), le chef de la Bureaucratie (Eran-Dibherbadh) et le chef des Agriculteurs et des Artisans (Vastryoshbadh), qui lève les impôts fonciers et la capitation, occupent d’importantes fonctions. L' empire est divisé en provinces militaires dirigées par des marzbans choisis dans la haute noblesse, qui dépendent directement du souverain. Les provinces sont divisées en nomes et cantons administrés civilement.
En 238, profitant sans doute d'une guerre civile chez les Romains, les Perses reprennent l'offensive vers l'ouest et pénètrent peut-être un moment en Syrie. En 240, la cité arabe de Hatra en Mésopotamie (Al-Hadr, Irak), alliée des Romains, est prise et détruite par son fils et héritier Chapour Ier. C'est sans doute à cette occasion qu'Ardachir décide de faire couronner Chapour roi des rois, l'associant ainsi à son pouvoir.
Il meurt peu après, sans doute en 241.

## Postérité
Ardachir Ier laisse à son fils et successeur, Chapour Ier, né de la « dame Myrrôd », une situation encore instable, et la perspective d'une nouvelle guerre contre les Romains.
D'après le Res Gestae Divi Saporis, Ardachir Ier est également le père de quatre autres fils, Ardachir, roi de Kerman, Narsès, Mihshah, seigneur de Characène, et Pérôz, père d'un autre Narsès.